# ساكي كوماجاي
ساكي كوماجاي (熊谷 紗希) (ولدت 17 أكتوبر 1990)، هي لاعبة كرة قدم يابانية تلعب كمدافعة. تلعب في صفوف منتخب اليابان لكرة القدم للسيدات منذ عام 2008.

## وصلات خارجية
- ساكي كوماجاي على موقع الاتحاد الدولي (مؤرشف)  (الإنجليزية)
- ساكي كوماجاي على موقع الاتحاد الأوربي (الإنجليزية)
- ساكي كوماجاي على موقع إي إس بي إن إف سي (الإنجليزية)
- ساكي كوماجاي على موقع قاعدة بيانات كرة القدم.إي يو (الإنجليزية)
- ساكي كوماجاي على موقع Soccerbase.com (لاعب) (الإنجليزية)
- ساكي كوماجاي على موقع Soccerway.com (الإنجليزية)
- ساكي كوماجاي على موقع عالم كرة القدم.نت (الإنجليزية)
- ساكي كوماجاي على موقع اللجنة الأولمبية الدولية (الإنجليزية)
- ساكي كوماجاي على موقع أوليمبيديا (الإنجليزية)